# MKB-winstvrijstelling
De MKB-winstvrijstelling is een regeling in de Wet inkomstenbelasting 2001 en geldt voor degenen die als ondernemer winst uit onderneming genieten. De vrijstelling is ingevoerd naar aanleiding van de operatie 'Werken aan winst' in het jaar 2007. Tegenover een tariefsverlaging in de Vennootschapsbelasting (voor bijvoorbeeld BV's en NV's) moest voor de ondernemers in de Inkomstenbelasting ook iets staan wilde het fiscaal ondernemerschap niet relatief onaantrekkelijk gemaakt worden. Door de MKB-winstvrijstelling geldt, dat van de winst uit onderneming na vermindering met de eventuele ondernemersaftrek, 14% wordt vrijgesteld (situatie voor 2023). De MKB-winstvrijstelling is voordelig als de winst na aftrek van de eventuele ondernemersaftrek positief is, en onvoordelig als dit bedrag negatief is omdat dan van het verlies de eerste 14% niet verrekenbaar is.
De maximering van het aftrektarief voor bepaalde grondslagverminderende posten is van toepassing, mits de 14% wordt toegepast op een positief bedrag.
Als bijvoorbeeld de winst € 100.000 is, en de ondernemersaftrek is niet van toepassing, en er zijn verder in box 1 geen inkomsten of aftrekposten, moet over € 86.000 in box 1 belasting worden betaald, plus 3,5% (2020) over de "vrijstelling" van € 14.000. De MKB-winstvrijstelling geeft een voordeel van 46% (2020) van € 14.000.
Als er een verlies is van € 100.000, en de ondernemersaftrek is niet van toepassing, en er is verder in box 1 € 200.000 aan andere inkomsten, moet over € 114.000 in box 1 belasting worden betaald, de maximering van het aftrektarief speelt hier geen rol. De "vrijstelling" geeft een nadeel van 49,5% (2020) van € 14.000.
De regeling is van toepassing op winst uit onderneming in de inkomstenbelasting. De aanduiding "MKB" (afkorting van midden- en kleinbedrijf) duidt dus verder geen deelgroep of voorwaarde aan. Aanvankelijk was de vrijstelling 10,5% van de winst en diende de ondernemer aan het urencriterium te voldoen. In 2010 werd de regeling verruimd tot 14% en verviel de uren-eis. In 2024 werd het percentage verlaagd tot 13,31%.